# Ернст Рюдигер фон Щархемберг
Ернст Рюдигер фон Щархемберг (на немски: Ernst Rüdiger von Starhemberg; * 12 януари 1638, Грац, Хабсбургска монархия; † 4 януари 1701, Фьозендорф при Виена) е от 1680 г. комендант на град Виена и ръководи защитата на града през Втората турска обсада (1683). След това той става фелдмаршал на императорската войска и от 1691 г. президент на дворцовия военен съвет при император Леополд I.
През 1682 г. става рицар на австрийския Орден на Златното руно.

## Произход
Той е син на граф Конрад Балтазар фон Щархемберг (1612 – 1687), господар на Шьонбюхел, и първата му съпруга Анна Елизабет фон Цинцендорф († 1659). По-голям брат е на фелдмаршал Максимилиан Лоренц фон Щархемберг († 1689) и полубрат на Гундакер Томас фон Щархемберг (1663 – 1745).

## Фамилия
Първи брак: сл. 5 април 1660 г. с графиня Хелена Доротея фон Щархемберг (* 1634, Вилдберг; † 19 декември 1688, Виена), дъщеря на граф Хайнрих Вилхелм фон Щархемберг (1593 – 1675) и графиня Сузана фон Мегау (1615 – 1662). Те имат децата:
- Райхард († 19 август 1691)
- Елизабет Сузана (1660 – 1683), омъжена на 4 септември 1680 г. за граф Хиронимус фон Турн-Валзасина († 3 май 1720)
- Хайнрих Балтазар († 6 септември 1686, убит в битка)
- Мария Катарина (* 1663, Виена; † 2 януари 1743, Виена), омъжена на 20 февруари 1686 г. във Виена за граф Ото Хайнрих фон Хоенфелд (* 1645; † 25 февруари 1719, Виена)
- Раймунд Гундакер Антон Готфрид (* 13 февруари 1671; † 16 април 1671)
- Мария Габриела Барбара (* 2 декември 1673, Виена; † 23 февруари 1745, Грац), омъжена I. 1685 г. за Станислаус Весел, II. юни 1692 г. за граф Франц Карл фон Дюневалд († пр. 1694), III. 1694 г. в Грац за граф Максимилиан Зигмунд фон Траутмансдорф (* 25 февруари 1668, Грац; † 19 декември 1732, Грац)

Втори брак: на 14 май 1689 г. във Виена с графиня Мария Йозефа Йоргер цу Толет (* 1668; † 12 март 1746, Виена), дъщеря на граф Йохан Квинтин Йоргер цу Толет (1624 – 1705) и втората му съпруга графиня Мария Розалия фон Лозенщайн (1645 – 1700). Те имат децата:
- Хелена Антония, омъжена за фрайхер Карл Фердинанд фон Велц
- Мария Антония Терезия Розалия Моника фон Щархемберг (* 5 май 1692, Виена; † 27 декември 1742, Виена), омъжена на 25 ноември 1714 г. във Виена за граф Франц Антон фон Щархемберг (* 30 юли 1691, Виена; † 9 май 1743, Прага), син на чичо ѝ граф Гундакер Томас фон Щархемберг
- Мария Анна (* 1693; † 30 март 1694, Виена)
- Габриела (* 1696; † 22 април 1697)
- Йозефа (* ок. 1698; † 4 май 1701)

Вдовицата му Мария Йозефа се омъжва през 1707 г. за по-малкия му полубрат Гундакер Томас фон Щархемберг.